# ルイス・ギルバート
ルイス・ギルバート（Lewis Gilbert CBE、1920年3月6日 - 2018年2月23日）は、イギリス出身の映画監督。自身で脚本も書くことが多い。

## 略歴
子役として映画に出演。第二次世界大戦中は、イギリス空軍に従軍してドキュメンタリー・フィルムを製作した後、アメリカ陸軍航空軍の 第1映画部隊への出向を命じられる。そこで『ロビン・フッドの冒険』や『情無用の街』などを手掛けたことで知られる監督のウィリアム・ケイリーが製作する仕事の多くを引き受けていた。
戦後、本格的に演出の道に入る。初めは戦時中の経験を生かし、戦争映画を多く撮っていたが、1966年公開の『アルフィー』で注目を浴びてからは、コメディ映画やロマンス映画、アクション映画など多彩なジャンルを手掛ける職人監督として活躍する。
007シリーズで、『007は二度死ぬ』、『私を愛したスパイ』、『ムーンレイカー』の三作を監督。これらは、シリーズの中でも屈指の壮大なスケールを持った作品として知られている。また、青春映画『フレンズ〜ポールとミシェル』も監督し、同作は公開各国で大ヒットして、続編も作られた。

## 主要監督作品
- 暴力の恐怖 Cosh Boy (1952)
- 恐怖の五日間 Emergency Call (1952)
- 善人は若死にする The Good Die Young (1954)
- 殴り込み戦闘機隊 Reach for the Sky (1956)
- あっぱれクライトン The Admirable Crichton  (1957)
- スパイ戦線 Carve Her Name with Pride (1958)
- 香港定期船 Ferry to Hong Kong (1959)
- ビスマルク号を撃沈せよ! Sink the Bismarck! (1960)
- 女になる季節 The Greengage Summer (1961)
- 戦艦デファイアント号の反乱 H.M.S. Defiant (1962)
- 第七の暁 The 7th Dawn (1964)
- アルフィー Alfie (1966)
- 007は二度死ぬ You Only Live Twice (1967)
- 冒険者 The Adventurers (1970)
- フレンズ〜ポールとミシェル Friends (1971)
- 続フレンズ ポールとミシェル Paul and Michelle (1974)
- 暁の7人 Operation: Daybreak (1975)
- Seven Nights in Japan (1976)[2]
- 007 私を愛したスパイ The Spy Who Loved Me (1977)
- 007 ムーンレイカー Moonraker (1979)
- リタと大学教授 Educating Rita (1983)
- それぞれの楽園 Not Quite Paradise (1985)
- 旅する女 シャーリー・バレンタイン Shirley Valentine (1989)
- ステッピング・アウト Stepping Out (1991)
- 月下の恋 Haunted (1995)

## 補足
- ルイス・ギルバートは、日本に対してかなり思い入れがあり、日本を舞台に『007は二度死ぬ』と 1976年の"Seven Nights in Japan"の二本の映画を監督している。後者は、イギリスの皇太子（マイケル・ヨーク）と日本人バスガイド（青木英美）が恋に落ちるという[2]、『ローマの休日』の男女の立場を逆にしたような映画であった。しかし、日本人から見ると『007は二度死ぬ』以上に日本の描写に違和感があり、日本での公開はされなかった。
- 上記の作品両方に出ている日本人俳優は丹波哲郎であったが、彼は『007は二度死ぬ』以前にも、『第七の暁』でギルバート監督作品に出演していた。
- 『007 私を愛したスパイ』における敵の海中基地は沖縄海洋博に登場したアクアポリスがヒントになっている。このアイディアを出したのはギルバート本人であり、実際に沖縄でロケも行われたが、使用されたのはアトランティス内にある水槽の魚の映像であった。
- 『007は二度死ぬ』を日本で撮影した後、英国海外航空ボーイング707型機911便で帰国する予定だったが、出発2時間前にギルバートとハリー・サルツマン、アルバート・R・ブロッコリ、フレディ・ヤング、ケン・アダムの5人はそれまで都合がつかなかった忍者術の記録映画の披露が急遽行われることになったため搭乗をキャンセルした。鑑賞後、彼らの搭乗予定だった当該便が空中分解によって墜落したと知ると一行は青ざめ、「これが二度目の命だ」と胸を撫で下ろしたという（英国海外航空機空中分解事故を参照）。